# Saudade

Saudade (1899), por Almeida Júnior.

Saudade é uma das palavras mais presentes na poesia de amor da língua portuguesa e da galega e também na música popular. "Saudade" descreve a mistura dos sentimentos de perda, falta, distância e amor. A palavra vem do latim "solitatem" (solidão), passando pelo galego-português "soidade", que deu origem às formas arcaicas "soidade" e "soudade", que sob influência de "saúde" e "saudar" deram origem à palavra atual.
No Brasil, o dia da saudade é comemorado oficialmente em 30 de janeiro.

## Etimologia
O termo "saudade" provém da palavra latina "solitas", pela sua forma declinada "solitate(m)". Passou ao galego-português como "soedade" > "soïdade" que deu origem a "soidade" e "saudade" em língua galega, "suidade" em língua mirandesa e "soidade" / "soudade" em língua portuguesa. Pensa-se que por influência de "saúde" e "saudar", surgiu a variante "saudade" que atualmente predomina em português. O étimo latino foi produtivo em outras línguas românicas, por exemplo no castelhano "soledad", mas em nenhuma delas adquiriu o mesmo significado que na língua lusa.
A origem etimológica das formas atuais "solidão", mais corrente e "solitude", forma poética, é o latim "solitudine" declinação de "solitudo, solitudinis", qualidade de "solus". Já os vocábulos "saúde, saudar, saudação, salutar, saludar" provêm da família "salute", "salutatione", "salutate", por vezes, dependendo do contexto, sinônimos de "salvar, salva, salvação" oriundos de "salvare, salvatione".[carece de fontes?]
Na formação do termo "saudade", o vocábulo sofreu uma interfluência entre o estado de estar só, sentir-se solitário - oriundo de "solitarius" que por sua vez advém de "solitas, solitatis",  possuidora da forma declinada "solitate(m)", e a associação com o ato de receber e acalentar este sentimento traduzido com os termos oriundos de "salute e salutate", que na transição do latim para o português sofrem uma síncope e perde a letra interna l, simplesmente abandonada, enquanto o t não desaparece, mas passa a ser sonorizado como um d.[carece de fontes?]
No caso das formas verbais, existe a apócope do e final. O termo saudade acabou por gerar derivados como a qualidade do "saudosismo" e seu adjetivo "saudosista" - apegado a ideias, usos, costumes passados, ou até mesmo aos princípios de um regime político decaído, e o termo adjetivo de forte carga semântica emocional, "saudoso" - que é aquele que produz o sentimento de saudade, podendo ser utilizado para entes falecidos, ou para substantivos abstratos como em "os saudosos tempos da mocidade", ou, ainda, não referente ao produtor, mas aquele que sente e que dá mostras de saudades.[carece de fontes?]

## Intraduzível
Existe um mito multissecular segundo o qual a palavra 'saudade' só existe na língua portuguesa e como tal não tem vocábulos equivalentes em outras línguas, impossibilitando uma correta tradução. Contudo, isso não é verdade. A teoria ganhou renovada popularidade quando a empresa britânica Today Translations promoveu uma listagem das palavras mais difíceis de traduzir adequadamente, com as opiniões de mil tradutores profissionais, onde "saudade" granjeou o sétimo lugar. Isto acontece, segundo Carolina Michaëlis por ser uma palavra corrente, indissociável da cultura portuguesa e com um significado complexo:
| “ | “[Saudade é a] lembrança de se haver gozado em tempos passados, que não voltam mais; a pena de não gozar no presente, ou de só gozar na lembrança; e o desejo e a esperança de no futuro tornar ao estado antigo de felicidade.” | ” |
|   | — Carolina Michaëlis, "A Saudade Portuguesa". |   |

Como já referido na Etimologia, a língua galega e a mirandesa, possuem variações do mesmo vocábulo. No cabo-verdiano, uma língua crioula cuja base lexical é o Português, existe a palavra "sodade" que também se espalhou pelo mundo, pela voz de Cesária Évora. Afora todos os sinônimos de melancolia ou nostalgia, a procura de termos equivalentes ou apenas semelhantes noutras línguas tem agrupado os vocábulos seguintes:
- Línguas britônicas: hiraeth (galês), hireth (córnico), hiraezh (bretão). Frequentemente apresentadas como traduções exatas.[14][15]

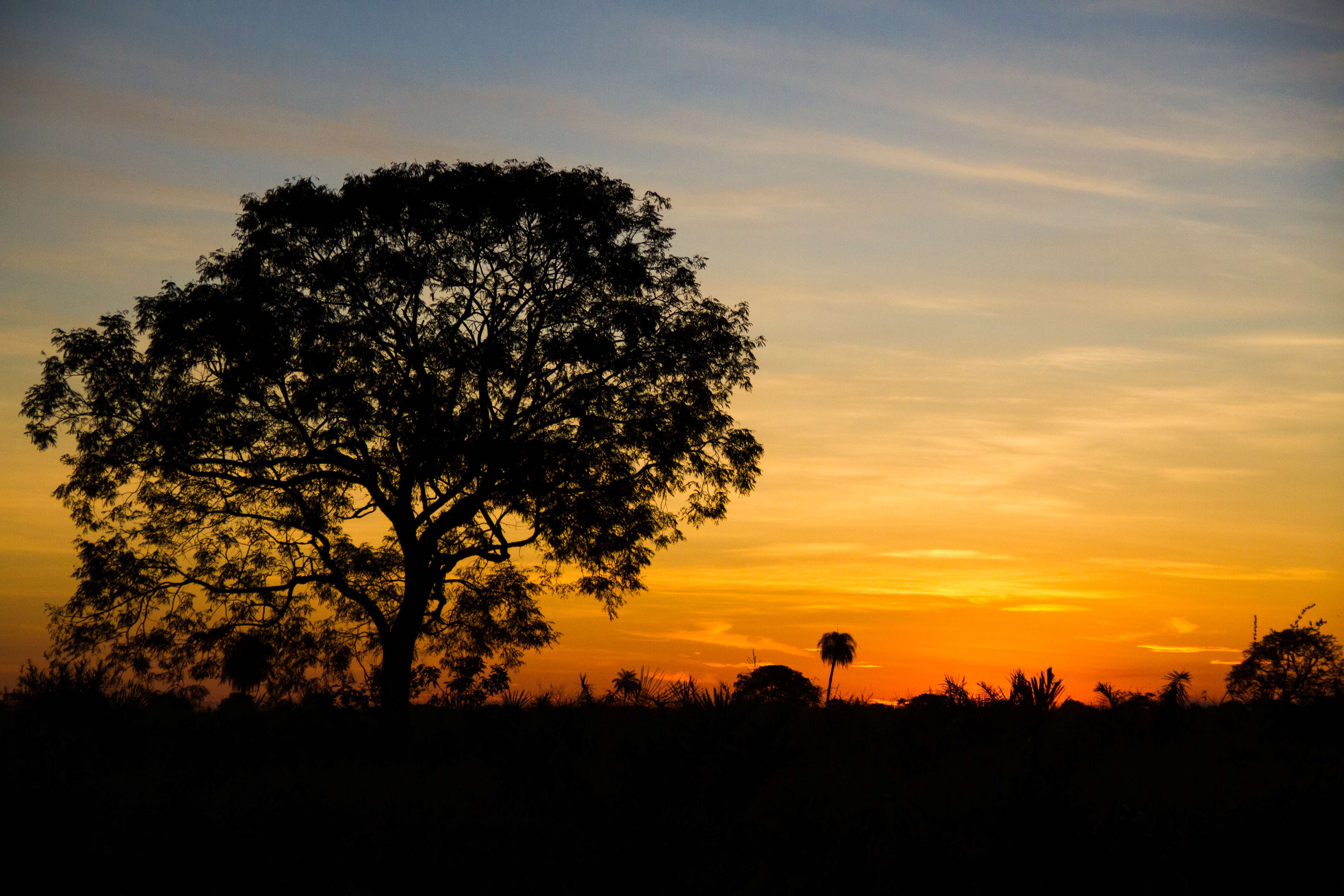
Em tupi, que foi a língua falada em toda a costa do Brasil durante o período colonial, havia karukasy. Essa palavra foi traduzida por "saudades" em um vocabulário antigo da língua, e literalmente significa "a dor da tarde", em referência ao abatimento que muitos sentem ao final do dia.

- Em alemão: Sehnsucht[9] e Wehmut[carece de fontes?]
- Em amárico: ትዝታ (tizita) (também está associada a um estilo musical)[18]
- Em espanhol e catalão: palavras mais próximas são "añoranza" / "enyorança", sinônimos de "nostalgia".[9]
- Em galego: morriña (estado muito profundo de saudade, especificamente, saudade da terra natal)[15]
- Em hebraico: געגעוים (pronuncia-se "Ga'agu'im") (e o verbo להתגעגע "Lehitga'age'a" = "sentir saudade").[carece de fontes?]
- Em inglês: uma tradução clássica em inglês é "the joy of grief" (a alegria do sofrimento).[9] A palavra mais próxima a saudade é "longing"[14] mas esta também pode conotar desejo; também existe "yearning", que possui o mesmo problema, logo não há uma correspondência perfeita.[15]
- Em japonês: 憧れ  (Akogare) ou 恋しい (Koishī)[19]
- Em polonês: żal,[14] tęsknota (falha por só ser aplicada a pessoas apaixonadas)[carece de fontes?]
- Em romeno: dor (do latin "dolus", dor)[15]
- Em tupi: karukasy, que etimologicamente significa "a dor da tarde", de karuka, tarde, entardecer, e asy, dor.[17][16]
- Em turco: gurbet,[15] hüzün[20]

## Saudade e razão
A saudade é típica dos mamíferos sociais: ocorre entre semelhantes, como em tantos primatas, como na afeição dedicada ao homem no caso do cão. A saudade sugere a observação do conhecimento fundado na "imitação do outro" (como no caso do pássaro que transmite melodias de uma geração para outra com fidelidade) e está "... permanentemente sob a ação de vozes internas, impregnados de palavras, constantemente submetidos a discursos mentais cuja textura linguística é impressa por nossos pais quando aprendemos a falar".
A distância, ou afastamento de quem se ama pode provocar efeitos psicológicos no organismo e desencadear reações que vão da sensação de angústia até o desenvolvimento de um quadro depressivo.
Em 2009, estudos e experiências de separação em animais e humanos exibiram resultados que "indicam uma ligação específica entre separação e aumento do cortisol" e sugerem a possibilidade de desenvolver-se uma droga que promova o bloqueio do hormônio causador da saudade e ajude as pessoas durante a separação ou ausência do objeto de amor.

## Mais
A expressão "matar a saudade" (ou "matar saudades") é usada para designar o desaparecimento (mesmo temporário) desse sentimento. É possível "matar a saudade" relembrando, vendo fotos ou vídeos antigos, conversando sobre o assunto, reencontrando a pessoa que estava longe etc.
"Mandar saudades", por exemplo no sul de Portugal, significa o mesmo que mandar cumprimentos.
A saudade pode gerar sentimento de angústia, insatisfação, nostalgia e tristeza, e quando "matamos a saudade" geralmente sentimos alegria.
Em Portugal, o Fado, oriundo do latim "fatum", destino, está diretamente associado com este sentimento. Do mesmo modo, a sodade cabo-verdiana está intimamente ligada ao gênero musical da morna. No Brasil, esse sentimento está muito retratado no samba de fossa e na bossa nova.
Em Portugal, o termo também é usado para descrever a sensação de " simplesmente estou muito bem na minha vidinha e de repente sou trucidado com qualquer coisa que vejo, ouço ou cheiro e te põem à minha frente".
Em galego, além do termo saudade, existe o próximo "morrinha", que em português é igualmente associado à chuva miudinha ou à doença animal.